# K13
K13 — група газових родовищ у нідерландському секторі Північного моря, розробка якої проходила з використанням спільних виробничих потужностей.

## Опис
Під час розвідки у 1970-х роках на ліцензійній ділянці виявили чотири родовища: K13-A (1972, розвідувальна свердловина K13-01), K13-B (1973, свердловина K13-02), K13-CF (1973, свердловина K13-CF-04-S3) та K13-DE (1976, свердловина K13-DE-03). Поклади вуглеводнів виявили у відкладеннях верхньої крейди (формація Ommelanden, K13-A), тріасу (пісковики групи Bunter, K13-A та K13-B), а також пермського періоду (пісковикова формація Слохтерен на родовищах K13-CF та K13-DE).
Введення родовищ в експлуатацію відбулось у період з 1976 (K13-A) по 1979 (K13-DE). В межах облашування промислу встановили чотири платформи — одну здвоєну K-13A (виробнича K-13AP та для розміщення фонтанних арматур K-13AW), а також три платформи-сателіти на інших родовищах. Останні подавали свою продукцію на K-13AP через трубопроводи:
- від K13-В діаметром 250 мм та довжиною 9,2 км;
- від K13-D до K13-C діаметром 250 мм та довжиною 3,5 км, а далі від K13-C діаметром 500 мм та довжиною 10,2 км.
На K-13AP розміщується обладнання первинної підготовки (осушки), що потребує присутності персоналу (платформа забезпечує проживання 16 осіб). Підготований газ подається у головний експортний трубопровід діаметром 900 мм та довжиною 120,5 км, який виводить до містечка Callantsoog в провінції Північна Голландія (складова газопровідної системи WestGasTransport).
В 1986-му родовища групи виробили 0,824 млрд м3. Проте їх запаси швидко вичерпувались і вже за два роки демонтували платформу-сателіт K-13D, що стало першою такою операцією у нідерландському секторі Північного моря. В 1989-му демонтували K13-C, а влітку 1997 року плавучий кран Stanislav Yudin вилучив останню платформу-сателіт K13-B. На цьому історія розробки запасів групи K13 по суті завершилась. Проте виробнича платформа продовжувала діяти в інтересах інших родовищ. Так, в 1982-му через K13-С підключили родовище K10-B, для чого між ними проклали трубопровід діаметром 500 мм та довжиною 7,4 км (через демонтаж K13-С у 1988-му проклали ще 2,5 км труби того ж діаметру для організації нової схеми підключення). А у 1992-му на платформу K13-AW вивели трубопровід діаметром 600 мм та довжиною 85,8 км від родовища J6, до якого за два роки зробили врізку в діаметрі 450 мм від розташованого просто на трасі (300 метрів) родовища К5.
В 2016 році виробнича платформа відзначила 40-річчя своєї роботи, при тому що вона первісно розраховувалась на 20-річний термін. На цей момент вона продовжувала обслуговувати видобуток на групі родовищ К5.